# الدوري السويدي الدرجة الثانية 1964
الدوري السويدي الدرجة الثانية 1964 (بالسويدية: Division II i fotboll 1964)‏ هو موسم من الدوري السويدي الدرجة الثانية. فاز فيه نادي سوندسفال ‏.